# 칠곡 가시나들
《칠곡 가시나들》은 2019년에 개봉된 김재환 감독의 다큐멘터리 영화이다. 경상북도 칠곡에 사는 할머니들이 한글을 배우고, 노년에 느끼는 삶의 소소한 기쁨을 관조하는 작품이다.

## 출연

### 주연
- 박금분
- 곽두조
- 강금연
- 안윤선
- 박월선
- 김두선
- 이원순
- 박복형
- 주석희

## 기타
- 프로듀서: 예희강
- 제작관리: 박문진
- 라인프로듀서: 강수현
- 라인프로듀서: 김명훈
- 라인프로듀서: 장규호
- 라인프로듀서: 정유나
- 동시녹음: 서영철
- 사운드: 장철호
- 노래: 바버렛츠
- 시각효과: 이호진
- 시각효과: 김규리
- 편집보: 양수찬
- 광고디자인: 최지웅
- 광고디자인: 박동우
- 광고디자인: 이동형
- 디지털색보정: 김일광
- 촬영지원: 김치성
- 촬영지원: 조은수
- 촬영지원: 최성호
- 촬영지원: 손성규
- 디지털색보정: 신정은
- 자막: 장세인
- 마케팅홍보: 조계영
- 마케팅홍보: 최보경
- 마케팅홍보: 김부영
- 온라인마케팅: 배기정
- 온라인마케팅: 김고은
- 온라인마케팅: 류원열
- 온라인마케팅: 이재경
- 온라인마케팅: 박상연
- 온라인마케팅: 조아라
- 온라인마케팅: 유병주
- 온라인마케팅: 김명진
- 온라인마케팅: 권희지
- 온라인마케팅: 최설희
- 온라인디자인: 이나영
- 온라인디자인: 구수연
- 온라인디자인: 장하윤
- 감수: 유니스김
- 번역: 김여정

## 같이 보기
- 2019년 대한민국의 영화 목록